# 提篮桥街道
提篮桥街道是中国上海市虹口区已撤销的一个街道办事处，位于虹口区东南部，东至大连路、杨树浦路、秦皇岛路，南至黄浦江、苏州河，西至吴淞路，北至海宁路、周家嘴路，辖区面积3.45平方公里。户籍人口17.82万人（2009年）。上海轨道交通四号线在辖区内设大连路站、杨树浦路站。
2018年1月更名为北外滩街道。

## 历史
历史上，提篮桥街道辖区属于上海公共租界，大部分为石库门里弄。此区中心的提篮桥地段，曾经是航运中心，并以提篮桥监狱、犹太难民区（“上海隔都”）著称。
2018年1月29日，经上海市人民政府批准，撤销虹口区提篮桥街道、调整四川北路街道管辖范围，建立新的北外滩街道。

## 行政区划
原提篮桥街道下辖39个居委会：长治居委会、宝华居委会、百福居委会、汉阳居委会、祥裕居委会、东风居委会、永成居委会、师善居委会、前进居委会、德裕居委会、西安居委会、东村居委会、惠民居委会、春江居委会、明华坊居委会、兰村居委会、晋阳居委会、西村居委会、舟山居委会、东大名居委会、祥光居委会、日新居委会、怀兴居委会、新外滩花苑居委会（筹）、大名路第二居委会、塘汉居委会、久耕居委会、兆庆居委会、三联居委会、景星居委会、蕃兴居委会、业广居委会、源福居委会、逢源居委会、禄寿居委会、华兴居委会、唐山居委会、鸿兴居委会、恒泰居委会。